# Podróż kobiety
Podróż kobiety (hindi: लागा चुनरी में दाग, urdu: لاگا چنری میں داغ, ang.: My Veil is Stained) – indyjski film wyreżyserowany przez Pradeep Sarkara, autora Parineeta. W rolach głównych Jaya Bhaduri, Rani Mukerji, Konkona Sen Sharma, Kunal Kapoor i Anupam Kher. Gościnnie pojawiają się Abhishek Bachchan i Hema Malini. Wyprodukowany przez Yash Chopra i jego syna Aditya Chopra, autorów wielu hitów m.in. Chak de India, Dhoom, Mohabbatein, Hum Tum, Veer-Zaara. Tematem filmu jest dramat kobiety, która ratuje swoją rodzinę od klęski finansowej prostytuując się w Mumbaju.

## Fabuła
Vaibhavari Sahay pieszczotliwie zwana Vibha lub Badki (wielka siostra) (Rani Mukerji) i Shubhavari Sahay pieszczotliwie zwana Chutki (Konkona Sen Sharma) to córki Shivshankara Sahaya (Anupam Kher) i Sabitri (Jaya Bhaduri). Mieszkają w świętym mieście Varanasi nad brzegami Gangesu. Beztroskie, radosne, rozśpiewane i roztańczone krążą wśród tłumu pielgrzymów, podglądają taniec kurtyzany (Hema Malini) nie do końca świadome, jak bardzo zagrożona jest ich egzystencja. Rodzinie brakuje pieniędzy, z powodu niepłacenia rachunków wyłączono im prąd. Dom, w którym mieszkają należy do brata Shivshankara (Tinu Anand) i ten grozi im wyrzuceniem na bruk. Nie stać ich na opłacenie adwokata. Ojciec przytłoczony problemami rozpacza, że nie ma syna, który wziąłby ich w obronę, pomógłby rodzinie wybrnąć z kłopotów finansowych. Vibha nie mogąc patrzeć na bezradność rodziców, wyrusza w poszukiwaniu pracy do Mumbaju. Już na dworcu Chhatrapati Shivaji Terminus zachwyca ją plakat Shah Rukh Khan w Chak de India. Wszystko wokół wydaje się obiecywać szybkie wzbogacenie się, ale okazuje się, że z powodu braku wykształcenia nikt nie chce przyjąć Vibhi do pracy. Wykorzystana i skrzywdzona przez jednego z szefów obiecujących jej posadę za seks, naciskana przez bezsilną matkę niemającą za co kupić ciężko choremu ojcu lekarstw, Vibhu, czując się upadłą kobietą, postanawia drogo sprzedać swoje ciało. Zostaje ekskluzywną call-girl. Wkrótce wzbogaca się na tyle, że może wykształcić siostrę i opłacić najdroższego adwokata, aby obronić egzystencję rodziców. Ojciec i siostra nie zdają sobie sprawy, ze Vibhu (zwana teraz "Natashą") ocaliła życie rodziny gubiąc siebie. Matka nocami opłakuje ofiarę córki, która nie chce już nigdy więcej wrócić do Varanasi. Zmieniając imię i decydując się na sprzedaż swego ciała, odrzuciła siebie i swoje nadzieje na bycie kochaną. Pewnego dnia towarzysząc swojemu klientowi na konferencji w Szwajcarii spotyka zabawnego i czułego biznesmena Rohana Sharmę (Abhishek Bachchan).

## MotywyBollywoodu
- Raz sprzedawszy się z bezsilności bohaterka filmu uznaje, że nie ma dla niej powrotu do poprzedniego życia. Postać prostytuującej się kobiety pojawia się też w Umrao Jaan, Devdas, Chori Chori Chupke Chupke, Chameli czy Jhoom Barabar Jhoom.
- Na początku filmu widzimy siostry na tle barwnego pełnego pielgrzymów Varanasi i na kamiennych ghatach nad brzegiem Gangesu. Święte dla hindusów miasto Varanasi pojawia się też m.in. w Water i Banaras – A Mystic Love Story, czy Dharm.
- Mumbaj jest dla Indusów symbolem miejsca, w którym można odmienić swoje życie, mieć szansę na karierę, sławę, wzbogacenie się, uniezależnienie się, ale ich miejsca grożacego utratą tożsamości, wartości, zagubienia się w tlumie, oderwania od rodziny. Bohaterka filmu wyjeżdża do Mumbaju chcąc tam znaleźć pracę ratującą rodzinę. Zyskując pieniądze, traci tam swoją godność. Mumbaj jest tłem wielu filmów m.in. Towarzystwo, Shootout at Lokhandwala, Mann (film), Being Cyrus, Chameli (film), Life in a... Metro, Chaahat, Saathiya, Dushman, Ghulam, Mere Yaar Ki Shaadi Hai, Chalte Chalte, Dil Hi Dil Mein, czy Tumko Na Bhool Paayenge, No Smoking, Taxi Number 9211, My Bollywood Bride.
- Bohaterka poświęca się raniąc samą siebie, aby zdobyć pieniądze na wykształcenie siostry. W filmie jest wiele scen pokazujących miłość siostrzaną. Ich szczere rozmowy, spojrzenia, przytulanie się do siebie, wspieranie się, troska o młodszą, wdzięczność i współczucie okazywane starszej siostrze. Zakochany w Chutki bohater prosi o jej rękę starszą siostrę. Motyw miłości sióstr, pojawia się w wielu filmach np. w Bewafaa, Vivah, Saathiya, Yaadein, Tehzeeb, Dil Hai Tumhaara, Czasem słońce, czasem deszcz, Bride and Prejudice, Dushman, Phir Milenge, Kuch Khatti Kuch Meethi, i in.
- Film rozpoczyna się scenami w Benares, podobnie jak np. Aparajito i inne.

## Obsada
- Abhishek Bachchan jako Rohan
- Rani Mukherjee jako Vaibhavari Sahay (Badki)/ Vibha/ Natasha
- Konkona Sen Sharma jako Chutki
- Jaya Bhaduri jako Sabitri
- Kunal Kapoor jako Vivaan
- Anupam Kher jako Shivshankar Sahay
- Hema Malini gościnnie (taniec)
- Kamini Kaushal jako babcia Vivaana
- Tarana Raaja jako Sophia
- Ninad Kamat jako Karan
- Harsh Chhaya jako K. Gupta
- Suchitra Pillai jako Michele
- Murli Sharma
- Sushant Singh jako Ratan, bratanek Shivshankara
- Tinu Anand jako brat Shivshankara

## Muzyka
Autorem muzyki jest Shantanu Moitra.
| Piosenkę                  | śpiewa(ją)                                                       | przedstawiają na ekranie                                                                      |
| ------------------------- | ---------------------------------------------------------------- | --------------------------------------------------------------------------------------------- |
| Hum To Aise Hain          | Sunidhi Chauhan, Shreya Ghoshal, Swanand Kirkire & Pranab Biswas | Rani Mukerji, Konkona Sen Sharma, Jaya Bhaduri & Anupam Kher                                  |
| Zara Gungunalein Chalo    | Babul Supriyo & Mahalaxmi Iyer                                   | Abhishek Bachchan i Rani Mukerji                                                              |
| Chunari Mein Daag         | Shubha Mudgal & Meeta Vashisht                                   | Rani Mukerji                                                                                  |
| Ik Teekhi Teekhi Si Ladki | KK (śpiew) & Shreya Ghoshal                                      | Kunal Kapoor & Konkona Sen Sharma                                                             |
| Ehi Thaiyaa Motiya        | Rekha Bhardwaj                                                   | Hema Malini                                                                                   |
| Kachchi Kaliyaan          | Sonu Nigam, KK (śpiew), Sunidhi Chauhan & Shreya Ghoshal         | Abhishek Bachchan, Kunal Kapoor, Anupam Kher, Jaya Bhaduri, Rani Mukerji & Konkona Sen Sharma |

## Nagrody i nominacje
- Nagroda Filmfare dla Najlepszej Aktorki – Rani Mukerji
- Nagroda Filmfare dla Najlepszej Aktorki Drugoplanowej – Konkona Sen Sharma
- Stardust Star of the Year Award – Female – Rani Mukerji